# 조지아 위검
조지아 위검(영어: Giorgia Whigham, 1997년 8월 19일 ~ )은 미국의 배우이다.